# Mausolée de Tahir Khan Nahar
 (octobre 2024).
Le  Mausolée de Tahir Khan Nahar  est un tombeau et une mosquée de la dynastie Lodi, situé près de Muzaffargarh dans le Pendjab, au Pakistan. 
Il fut construit au XVe siècle pour le gouverneur Tahir Khan Nahar et ressemble fortement au Mausolée de Shah Rukn-e-Alam située à Multan.
Une mosquée a 3 dômes,Shahi Masjid est directement adjacente au Mausolée.

## Référence
- (en) K. Mumtaz, Architecture in Pakistan, Mimar Book, Butterworth Architecture, 1985, PP87.
- (en) Mausoleum of tahir khan nahar in sitpur: the study of decorative patterns and its impact on local folk art. M.Ashgar. https://pu.edu.pk/images/journal/history/PDF-FILES/8_54_1_17.pdf